# 啓徳空港
啓徳空港（カイタックくうこう、けいとくくうこう、Kai Tak Airport）は、イギリス領香港・九龍のヴィクトリア・ハーバーに面した九龍城区、九龍半島の北東端にかつて存在していた国際空港及びイギリス空軍基地である。現・香港国際空港（1998年7月6日開港）が運用される前は、同空港が香港国際空港であった。

## 概要
長年、香港の空の玄関、及びアジアのハブ空港として重要な役割を果たしていた。第二次世界大戦前は宗主国のイギリスのロンドンやマンチェスターやフランスのパリ、アメリカのサンフランシスコやホノルル、オーストラリアのダーウィンなどと結ばれアジアで最も国際的な空港の一つだった。
正式な名称は香港国際空港（香港國際機場）だったが（後述）、所在地付近の地名から「啓徳空港」（啟德機場）と通称された。日本語では、広東語読みとそれから音写されたアルファベット表記から「カイタック」と読まれることが多かったが、日本語の音読みで「けいとく」とも読まれることもあった。
1998年7月5日に閉港し、「香港国際空港」はランタオ島沖の赤鱲角に建設された新空港に移転した。現在、空港跡地には啓徳クルーズ・ターミナル（後述参照）が立地している。

## 地理的環境
啓徳空港は香港の九龍・九龍湾の東側に位置し、九龍市街よりタクシーで10分‐20分と至近の距離にあった。しかし周辺は険しい山々に囲まれていた。北および北東へ4 km (2.5 mi)未満の位置に、標高610 m (2,000 ft)の山がある。東面の山は3 km (1.9 mi)未満の距離である。空港のすぐ南にはビクトリア港があり、さらに南には640 m (2,100 ft)の山がある香港島がある。
滑走路は、海面を埋め立てて作られ、最初の建設後に数回拡張された。空港が閉鎖された時、長さ3,390 m (11,120 ft)（13/31、南東/北西）の滑走路一本だけであった。
滑走路の北端には、道路を挟んで6階建ての建物がある。滑走路の3方向はビクトリア港に囲まれていた。

## 沿革

### 地名の由来
「啓徳」という地名の由来は、何啓（何啟）と区徳（區德）が設立した「啓徳営業有限公司」という投資会社が、1912年、香港政庁の許可を得て開発目的でヴィクトリア・ハーバーに面した九龍湾北岸の辺りを埋め立てたことにちなむ。この埋立地は「啓徳浜」（啟德濱）と名づけられた。しかし事業は行き詰まり、香港政庁が土地を買い取ることになった。

### 空港完成
1924年、アメリカ人のハリー・アボットが航空学校を設立するため、啓徳浜の一部を借り、草地の滑走路を作ったが間もなく閉鎖された。その後改めて空港の整備が行われ、1925年1月24日に運用開始した。1927年3月、啓徳浜はイギリス空軍の飛行場となり、1936年には軍民共用の空港となった。これが「啓徳空港」である。

### 発展

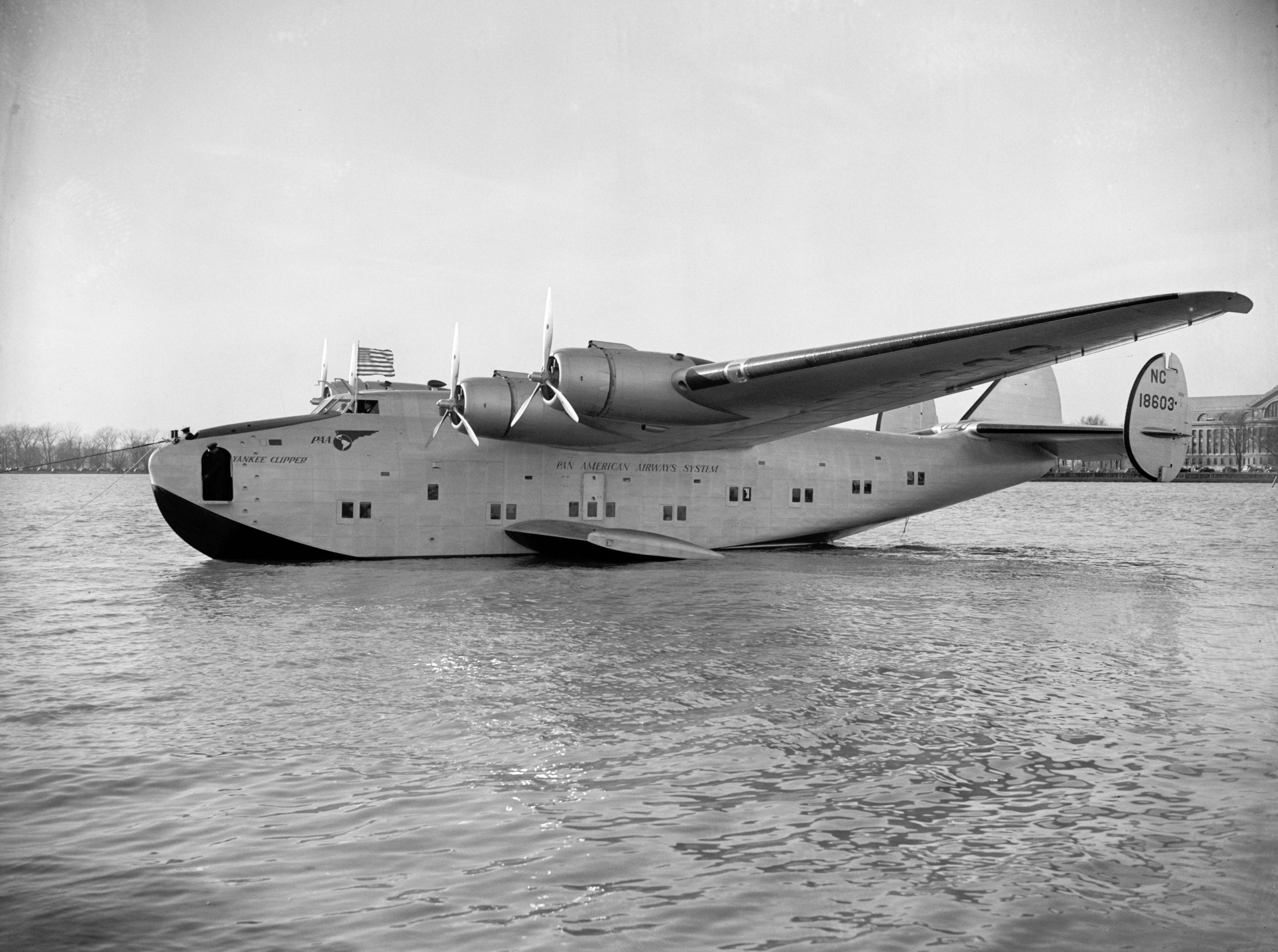
パンアメリカン航空のボーイング314（1939年）

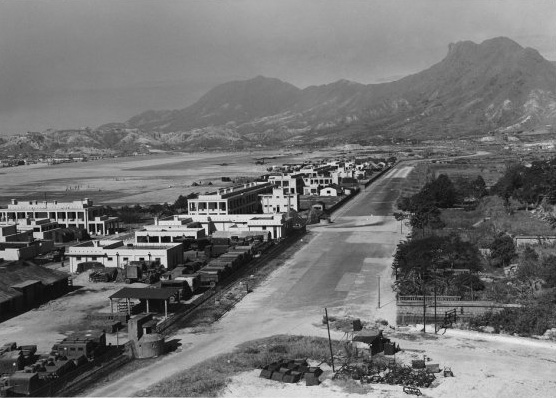
終戦直後の様子（1945年）

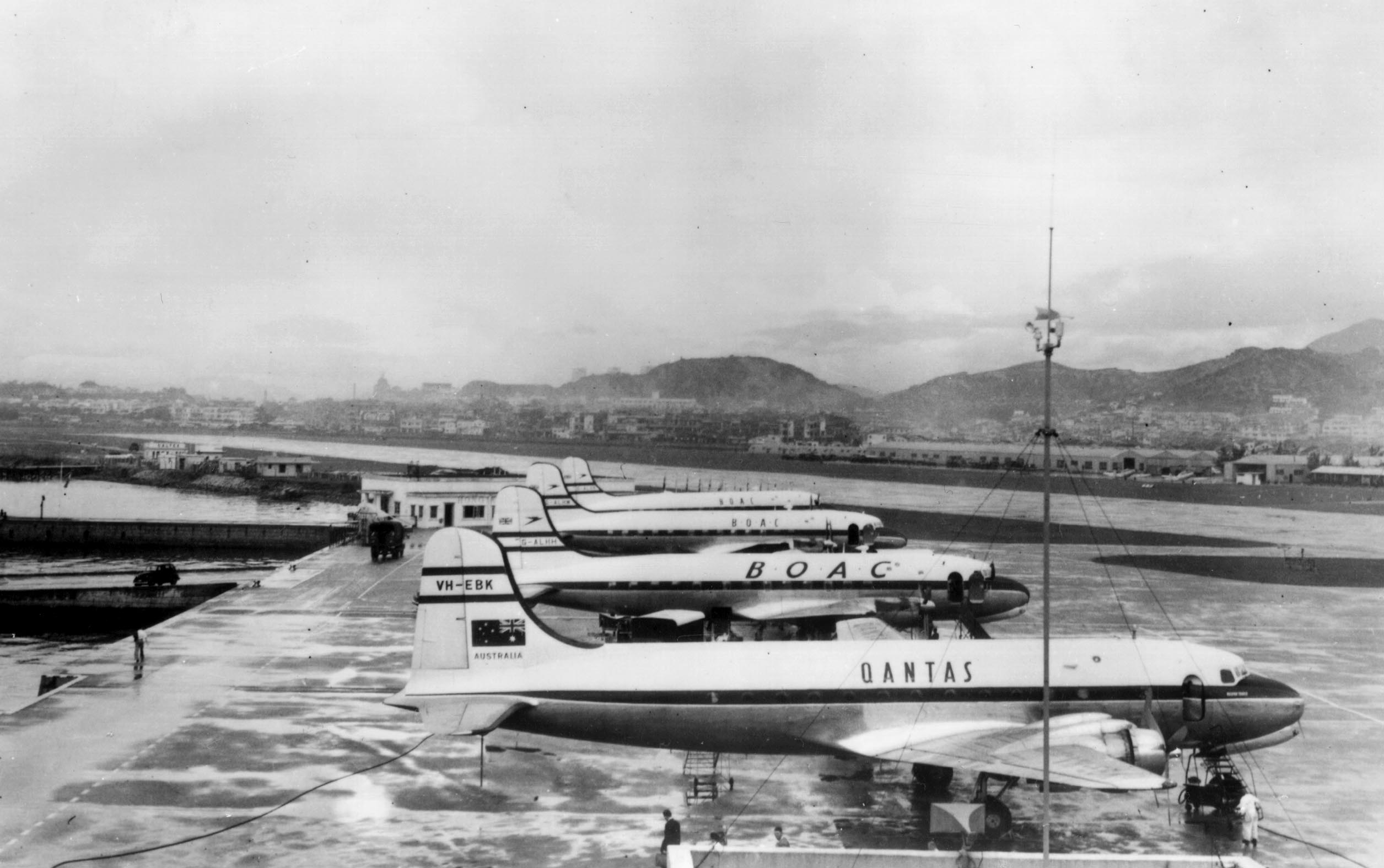
英国海外航空とカンタス航空のダグラスDC-4B（1958年）

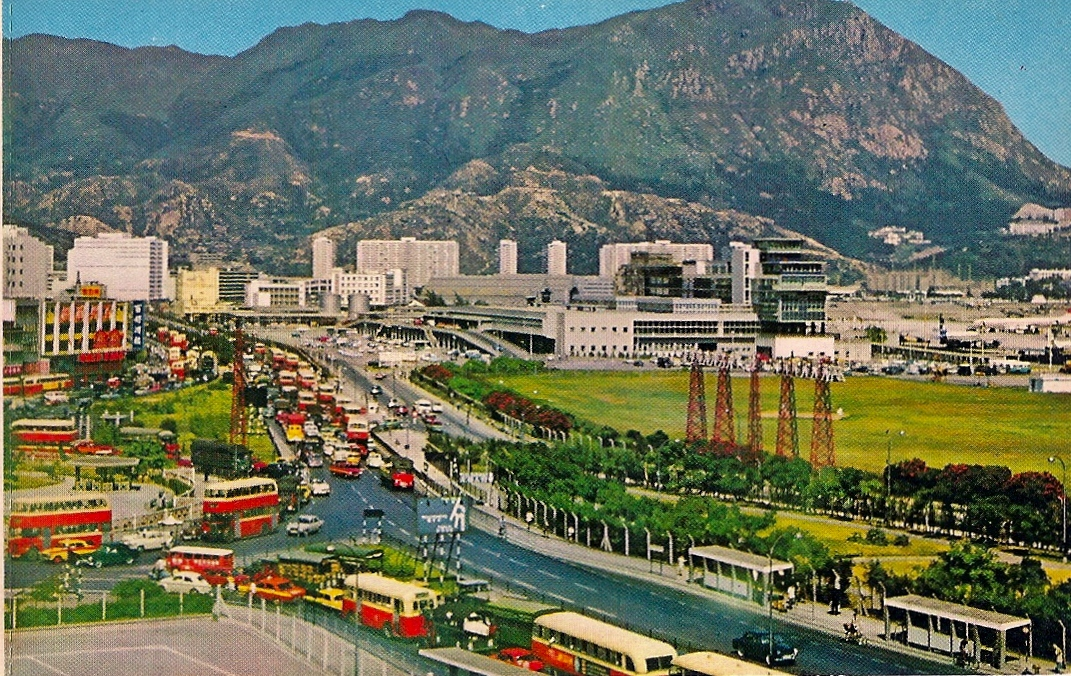
旅客ターミナル風景（1960年代）

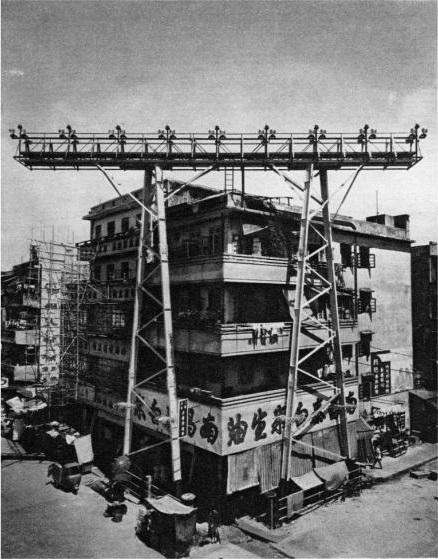
九龍城に置かれた着陸灯（1960年代）

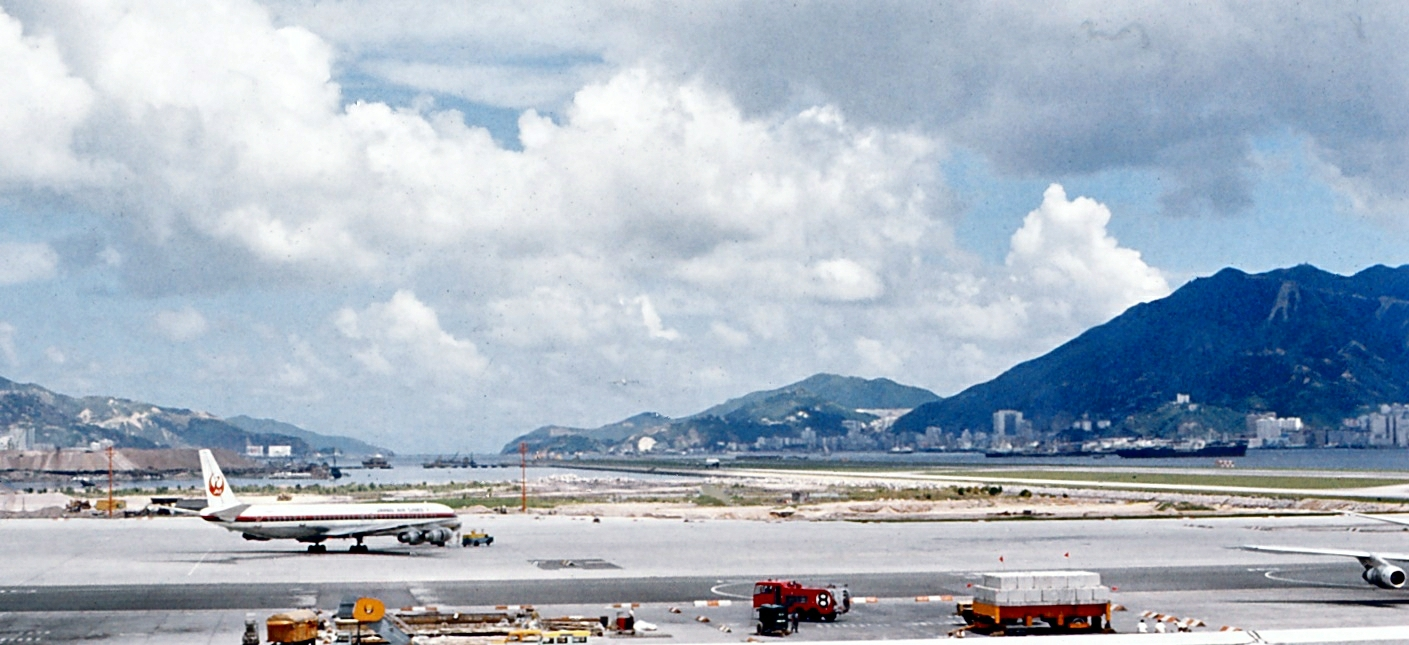
日本航空のダグラスDC-8-61（1971年）

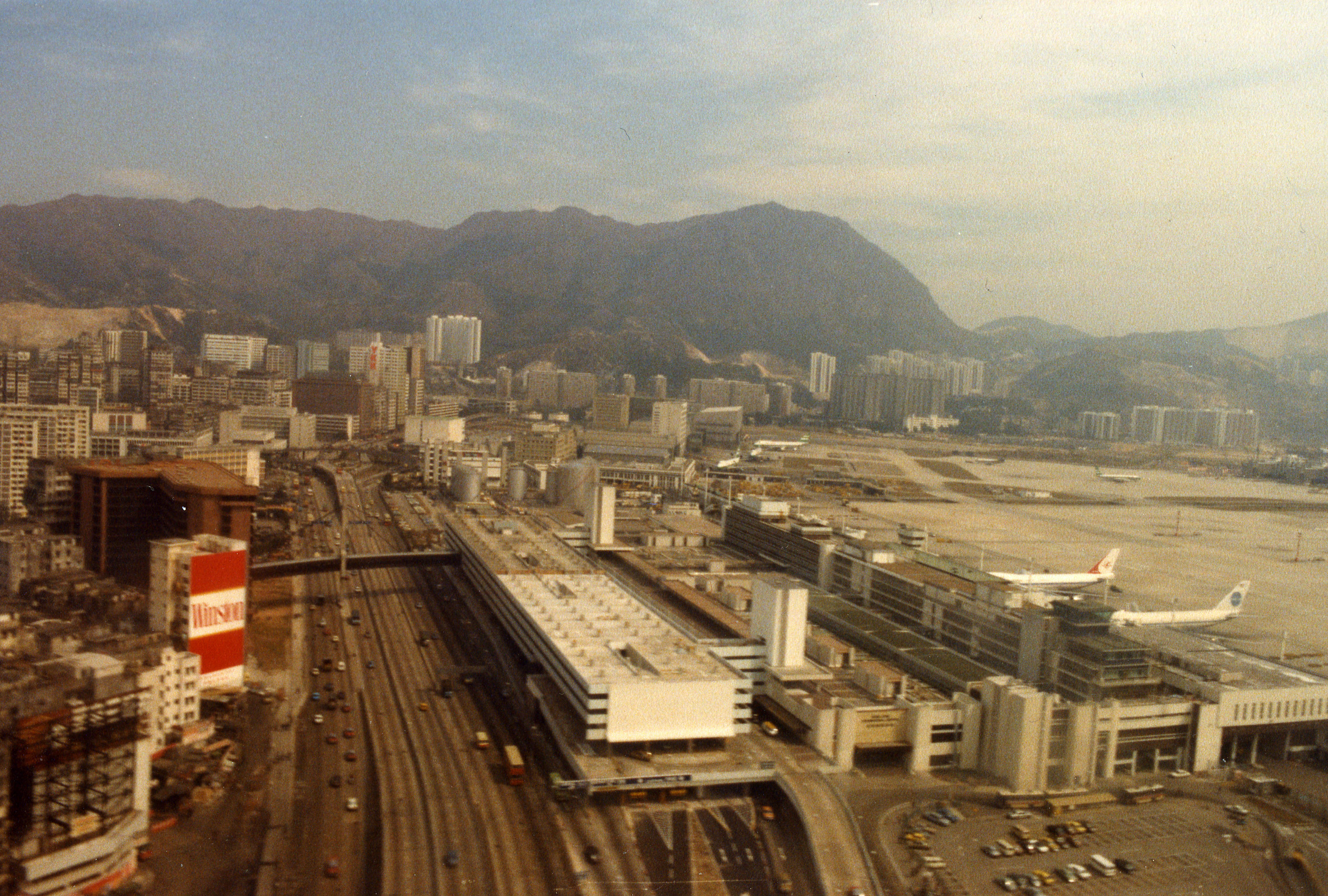
旅客ターミナル風景（1970年代）

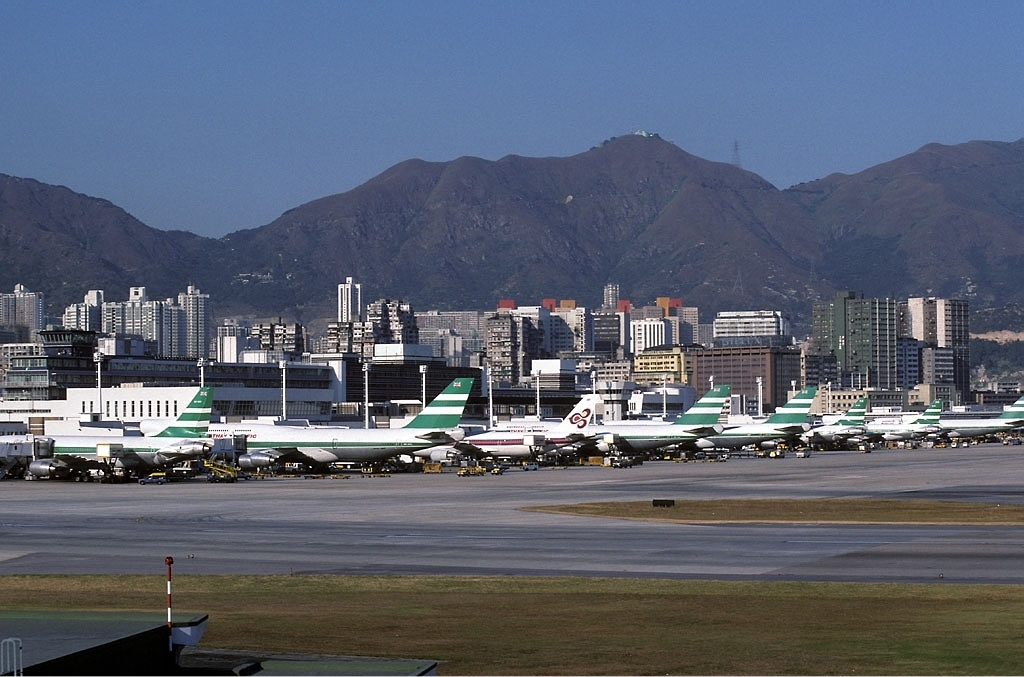
旅客ターミナル風景（1989年）

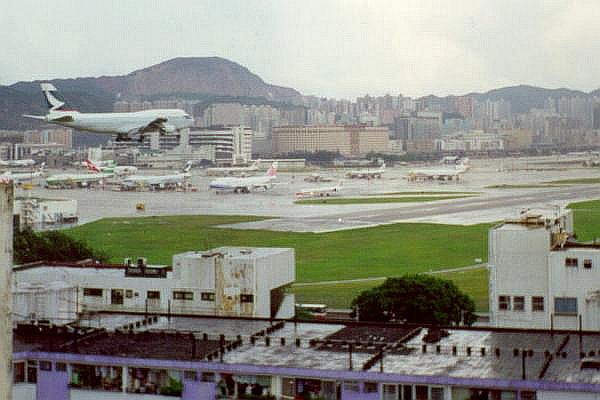
閉港を間近にひかえた啓徳空港（1998年7月2日）

1935年に管制塔と格納庫が完成し、翌1936年3月24日にはブリティッシュ・エアウェイズの前身、インペリアル・エアウェイズが初の民間航空便として、マレー半島のペナンから乗り入れた。
その後数年の間に、パンアメリカン航空がハワイ、グアム、マニラなどを経由してサンフランシスコから飛行艇で乗り入れ、その後エールフランスの前身、エア・オリエントが、ドボワチン D.338でパリからバンコクやサイゴンなどを経由して乗り入れた。
また、中国航空公司が広州と上海から、旧中央航空公司の前身、ルフトハンザ航空との合弁の欧亜航空公司が北京から乗り入れを開始した。だが大日本航空などの日本の航空会社は、日本陸軍などによる情報収集を恐れたイギリス政府により乗り入れを拒否され続けた。
このように東アジアの航空拠点として繁栄したものの、1941年12月に太平洋戦争が始まり、香港周辺の空域が日本軍の制空権下となったため、ヨーロッパやアメリカからの路線の多くが中断を余儀なくされた。

### 大戦中
1941年12月8日の太平洋戦争（大東亜戦争）開始に伴い、イギリスと開戦した日本軍が香港のイギリス軍を攻撃した際、啓徳空港もこの際に攻撃され、マニラから到着したばかりのパンアメリカン航空のシコルスキー S-42をはじめとする航空機を日本軍に破壊され、イギリス空軍機と義勇軍使用の民間機、航空会社の民間機あわせて12機が炎上、2機が大破し全飛行機を失ってしまった。
同年12月25日に香港は陥落しイギリス軍が全面降伏、日本軍が空港を含む香港一帯を占領した。1942年3月に日本軍は陸軍兵士や現地で雇用した労働者数千人を動員し、周辺の村々に加え、宋王台や九龍城砦の城壁などを取り壊し、そこから得た石材で滑走路の延長など設備の拡充を行った。
その後は、香港を占領下においた日本軍の香港広州地域の防衛拠点の一つとして使用したが、1945年に入ると連合国の攻撃により空港は再び爆撃を受け、再び甚大な被害を受けた。

### 戦後
1945年8月の第二次世界大戦終結に伴う日本軍の撤退後、香港に戻ってきたイギリス軍は、取り壊された宋王台の跡地を修復せず、それだけでなく空港を修復するためにさらに取り壊しを進めた。現在空港跡地の近くにある宋王台の石碑はレプリカで、大きさは実物の3分の1に過ぎない。
1946年に香港一帯に上陸した台風「イングリッド」によって、再建された施設の多くが破壊されてしまったが、イギリス軍によりその後修復された。
またこの後英国海外航空の、ロンドンからカルカッタやシンガポールなどを経由しての定期旅客便及び貨物便の運航が再開された。なお1946年には、その後香港のフラッグキャリアとなるキャセイパシフィック航空が設立され、本空港を拠点空港とした。

### 拡張
その後、国共内戦に勝利した中国共産党により1949年に中華人民共和国が設立され、その後中国共産党の支配を嫌った多くの難民が香港へ流れてきた事や、1950年代初頭にイギリスが中華人民共和国を承認し国交を樹立した事から、香港の地位が「中国大陸への窓口」として高まったことや、戦後の航空需要の増大化によりダグラスDC-4やDC-6などの大型機の乗り入れが増加した。
1953年に英国海外航空のデ・ハビランド DH.106 コメットの乗り入れが開始されるなど、ジェット旅客機の乗り入れの増加も予想されたことから、1954年に空港拡張の基本計画が示され、1958年には2529メートルの新滑走路が完成した。この際、正式名称が香港国際空港（香港國際機場、Hong Kong International Airport）となった。
同時期には、東京国際空港を経由して太平洋横断路線を運航する日本航空や、パンアメリカン航空やノースウェスト航空、またオーストラリアと日本を結ぶカンタス航空などの乗り入れが増加した上に、相次いで独立した東南アジア諸国からの航空会社の乗り入れが相次いだために、ターミナルビルの新築が行われ1962年に供用を開始した。

### 東南アジアのハブ空港
1960年代に入ると、すでに従来のプロペラ機に替わり、デハビランド・コメット4やボーイング707、ダグラス DC-8といったジェット機による乗り入れが主流となった。この頃には、バンコクのドンムアン国際空港やシンガポールのシンガポール国際空港などと並ぶ、東南アジアの拠点空港の一つとなっていた。
さらに1960年代中盤以降は、ベトナム戦争の激化に伴い、南ベトナムに人員や物資を運ぶためにアメリカ軍がチャーターしたパンアメリカン航空やノースウェスト航空、トランス・ワールド航空や、アメリカ空軍の大型ジェット輸送機の乗り入れが増大した。
1970年4月11日にはパンアメリカン航空のボーイング747が初めて東京国際空港（羽田空港）経由で就航し、同年には日本航空やノースウェスト航空も続いた。その5年後の1975年には滑走路が3,390メートルに延長された。その後キャセイパシフィック航空もボーイング747を導入し、宗主国イギリスの首都であるロンドンへの直行便の運航も開始した。

### 混雑
このように空港の拡張は行われていたものの、アジア諸国の相次ぐ独立と経済発展を受けて、マレーシア・シンガポール航空やベトナム航空、大韓航空などを中心に乗り入れ航空会社、便数ともに増加した。さらにマクドネル・ダグラス DC-10やエアバスA300などのワイドボディ機の相次ぐ就航により、1便当たりの乗客数も急増した。
またイギリスやオーストラリア、日本からの便数も増加し、それに伴い発着回数が増加するにつれて、滑走路の短さや滑走路が1本しかないこと、近隣への騒音被害、旅客数、貨物取り扱い量の増加によるターミナルの狭さ、スポットの少なさが問題となっていった。

### 新空港計画
しかしながら、これ以上の空港の拡張は隣接地の買収も難しいうえに、ヴィクトリア・ハーバーに面した九龍湾北岸を埋め立てする余裕もないことから、1970年代に入り新空港の必要性が叫ばれ、建設地の選定が進められた。
1984年に香港の中華人民共和国への返還が決まると、ランタオ島北側の赤鱲角（Chek Lap Kok、チェク・ラップ・コク）に、イギリス系の建設会社主導で新空港の建設が開始された。なおその後も乗降客や貨物の取扱高は増え続け、1996年の統計は乗降客数 2,950 万人、貨物 156万 tにまで増加した。
なおこの頃すでにイギリス空軍の固定翼機の常駐は行われなくなっていたものの、ヘリコプター部隊が常駐していたほか、同部隊の撤収後は香港政庁のヘリコプター隊が常駐を続けていた。

### 閉港
1998年、新空港となるチェクラップコク国際空港が郊外の赤鱲角に完成し、同年7月6日に開港した。この新空港開港により、啓徳空港は7月5日午後11時50分発の最終便をもって閉港となり、1925年に運用開始して以来73年間の歴史に幕が閉じられることとなった（機能全面移管）。
ただし、新空港の航空貨物の処理でトラブルが発生し、旅客手荷物を含む大量の貨物が滞留する事態が生じたため、貨物ターミナルだけは閉港後の半年間だけ一時的に再稼動となった。
なお、使用されていた地上支援機材の一部は新空港へと陸送されたほか、正式名称と啓徳空港に割り当てられていたIATA空港コードのHKGとICAO空港コードのVHHHは新空港に引き継がれた。
後述のように、閉港の15年後、同じ位置に船の波止場として「啓徳クルーズターミナル」が新たに開港されたが、ここにはかつて同空港があったことを伝えるモニュメント類が設置された啓徳滑走路公園が作られ、公園南端のビクトリア湾に面した地面に香港カーブを描きながら着陸していた方向である滑走路番号「13」が記され、空港としての役割に終止符を打った際に当時の管制官が同空港に向けて発したメッセージ、“Goodbye Kai Tak, and Thank You.” が刻まれた銘板が置かれるなどしている。

## 閉港後

### 閉港後の変化

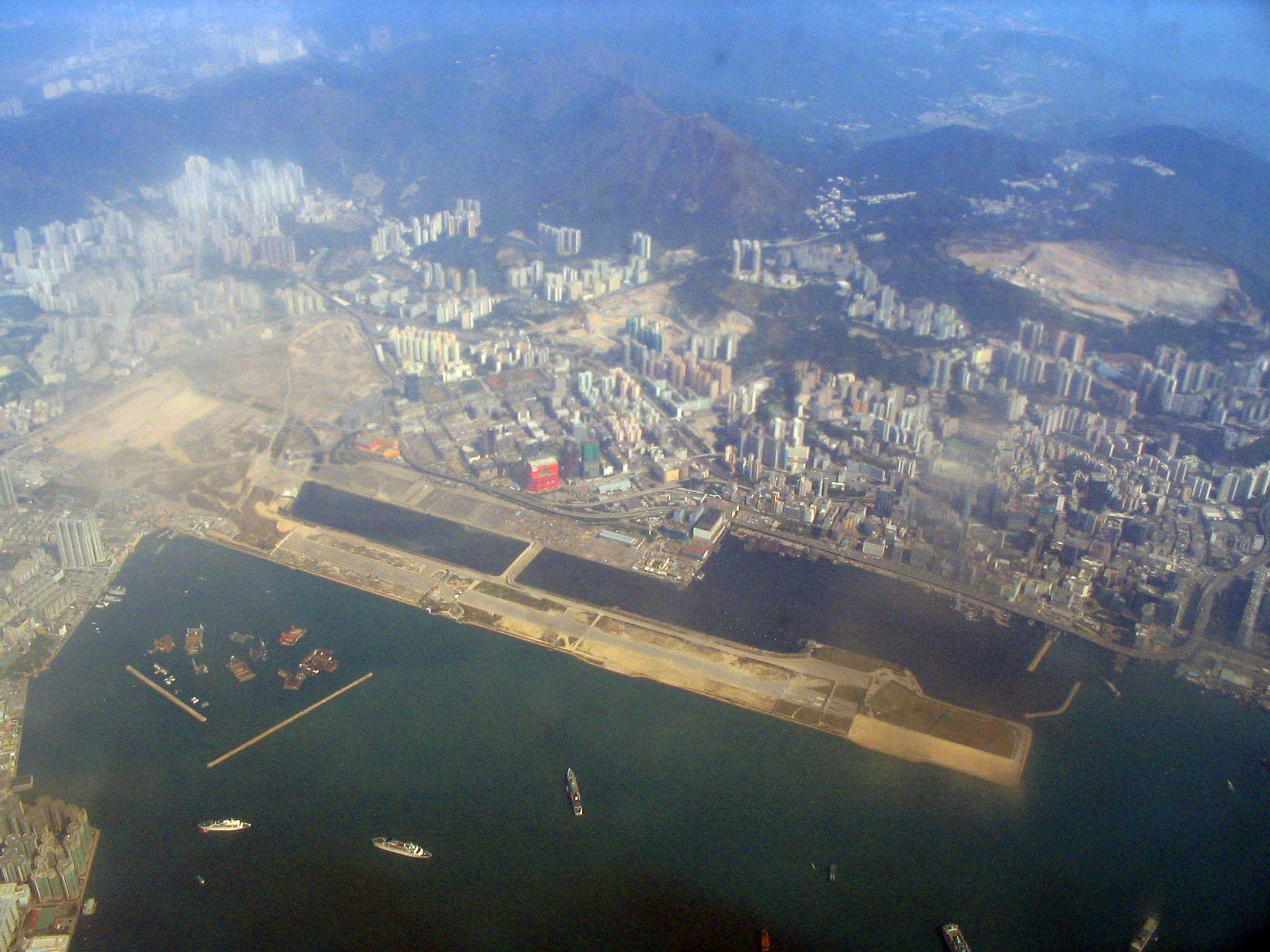
閉港後の跡地（2007年11月）

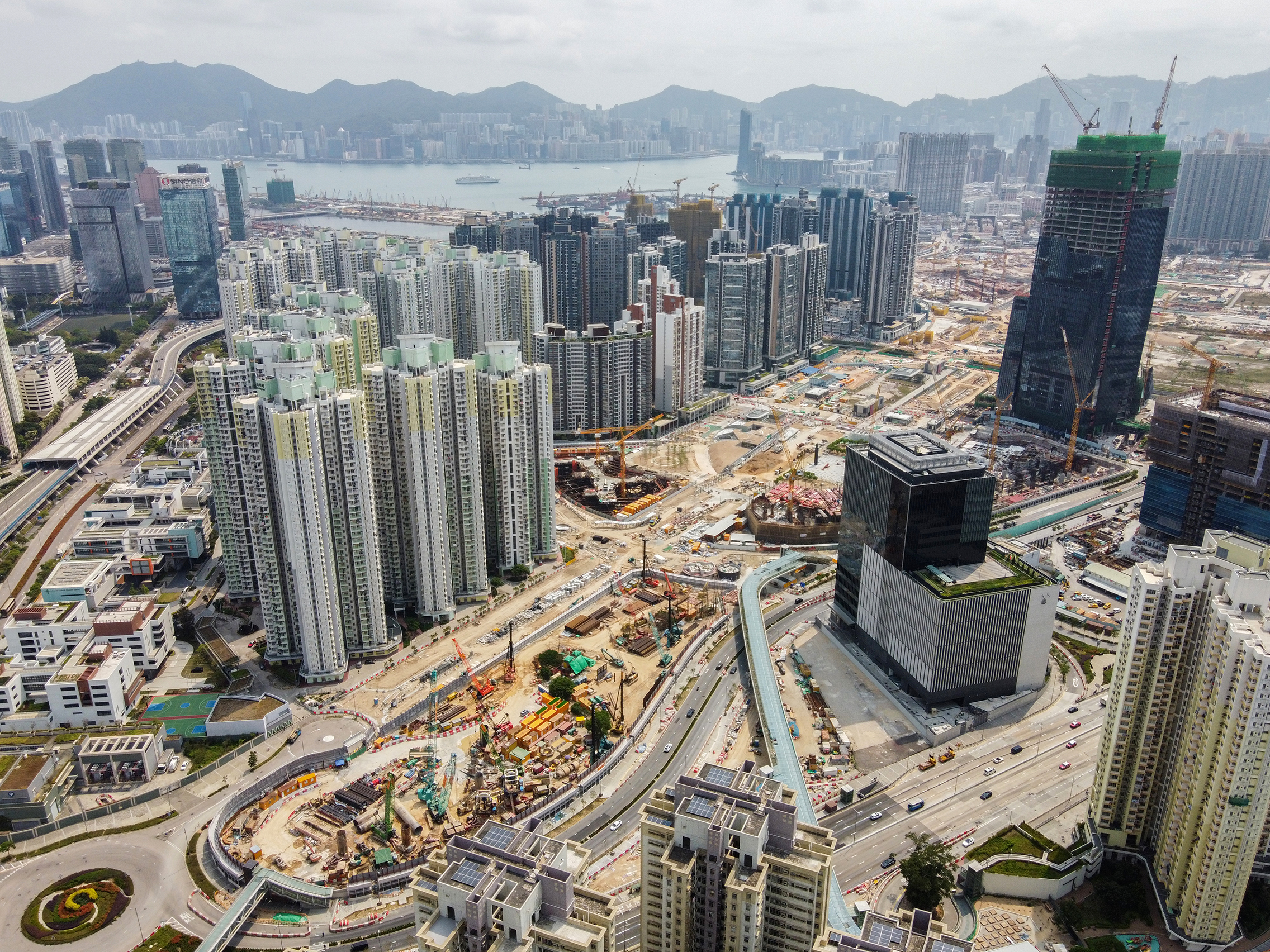
元来の東エプロン跡地にある住宅団地（2021年3月）

閉港後、ターミナルビルは取り壊されずに残され、香港政庁の合同庁舎（啓徳政府大楼（啟德政府大樓）、Kai Tak Government Building）として、従前の設備を利用して税関や入国管理当局の訓練所などとして利用された。空港の閉鎖後、建物が取り壊されるまでに、滑走路はBEYOND、張惠妹などの大型コンサートに数回使用された。この他、出発ターミナルだった場所にゲームセンターや屋内ゴーカート乗り場などのアミューズメント施設も入居していたが、2004年9月頃から始まった工事により取り壊された。
運用当時は、航空機が市街地上空を通過する都合上、周辺は空港に近づくにつれ低いビルしか建てられない、という高さ制限が設けられていた。空港が無くなった現在はその規制も撤廃された。そのため、例えば高級住宅地の九龍塘では、従来12階建て相当の高さに規制されていたが、現在ではその内の数軒が30階建て程度のマンションに建て替えられるなど、景観に変化が出始めている。また、空港に誘導するための着陸誘導灯が無くなったため、市街地でのネオンサインの点滅が解禁となった。

### 啓徳クルーズ・ターミナル
閉港から15年後の2013年6月12日、同空港跡地の一部に香港初のクルーズ船用の波止場「啓徳クルーズ・ターミナル」(啟德郵輪碼頭, Kai Tak Cruise Terminal)が開業した。このターミナルは、世界最大級の客船も停泊可能である。またターミナル待合室は、オフシーズンには展示会場などとして利用できる多目的ホールとなっている。閉港から15年後、香港の「空の玄関」から「海の玄関」として再出発することとなった。
- 元滑走路の跡地（2009年）
- 再開発中の様子（2020年）
- 啓徳クルーズ・ターミナル（2020年）
- 2020年に開業した啓徳駅
- 啓徳駅ホーム

## 施設

### 旅客ターミナル

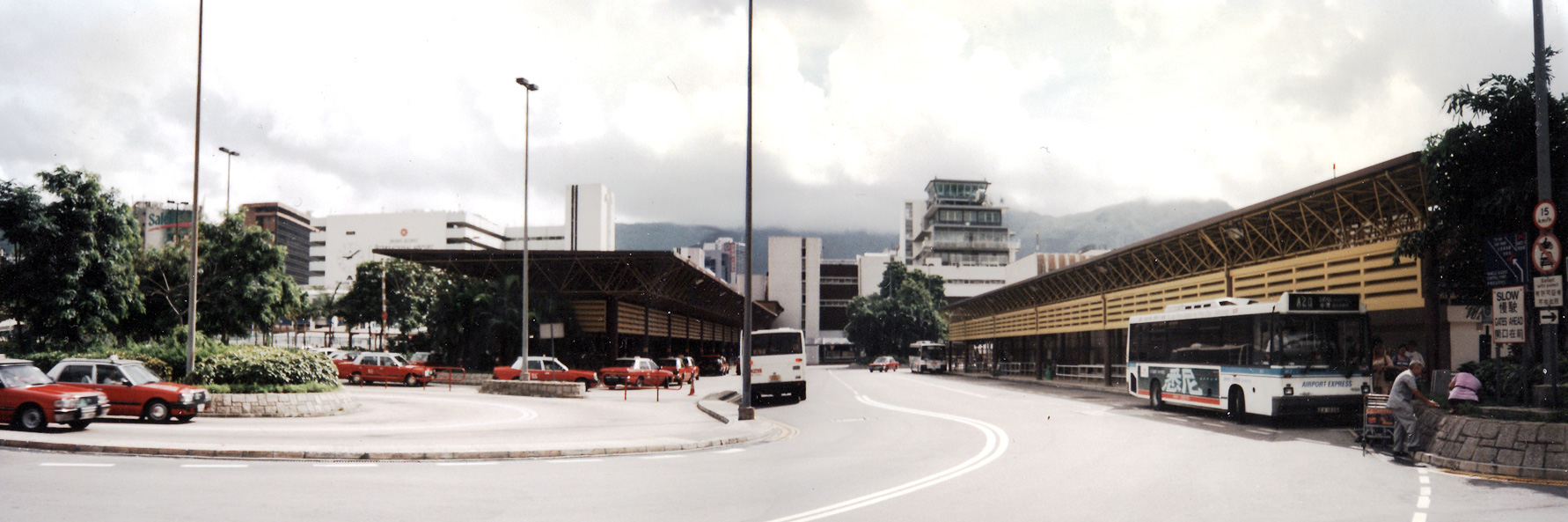
旅客ターミナル

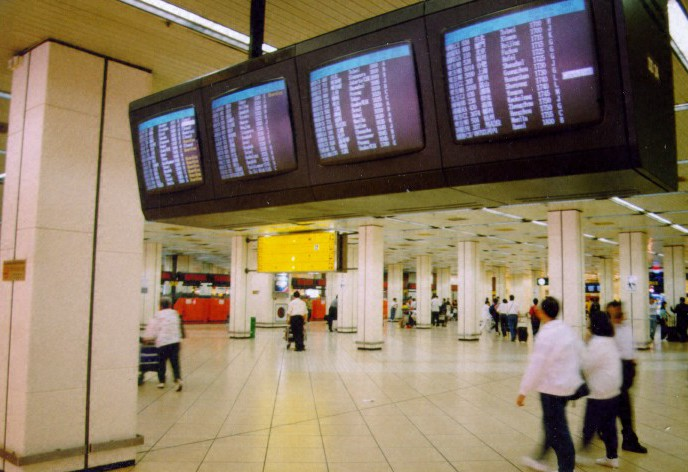
到着ゲート付近

開港後旅客便の乗り入れ数と乗り入れ機材の大型化に伴い数回に渡り増改築を繰り返し、1980年代には最終的に8つのゲートを持つ旅客ターミナルへと進化した。
しかし、乗り入れ便数に対してボーディングブリッジの数が8基と少なく、多くの便がいわゆる「沖止め」を余儀なくされ、航空機との間のバスでの移動を余儀なくされていた。
なお、旅客ターミナル内には数多くのレストランやみやげ物店があり、発着エリア内には免税店や土産物店、航空会社のラウンジなどがあった他、旅客ターミナルに直結して「リーガル・エアポート・ホテル」（現在は「リーガル・オリエンタル・ホテル」と改名）があった。

### その他
貨物ターミナルが旅客ターミナルと離れて置かれていた他、保税倉庫なども完備されていた。またイギリス空軍の基地並びに香港政庁のヘリコプター拠点、航空クラブの建物などもたてられていた。
なお空港内の整備エリアには、当時主にキャセイパシフィック航空の整備を行っていた「香港エアクラフト・エンジニアリング（HAECO、中国語：香港飛機工程）」社のハンガーが置かれていた。

## 香港アプローチ・香港カーブ

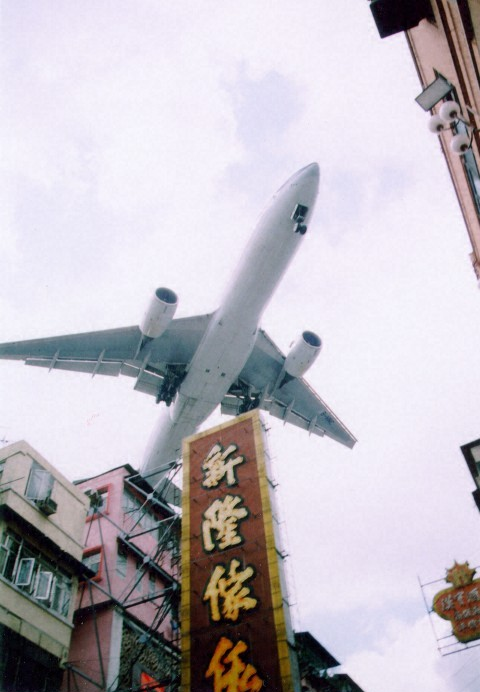
啓徳空港へ最終進入するボーイング767

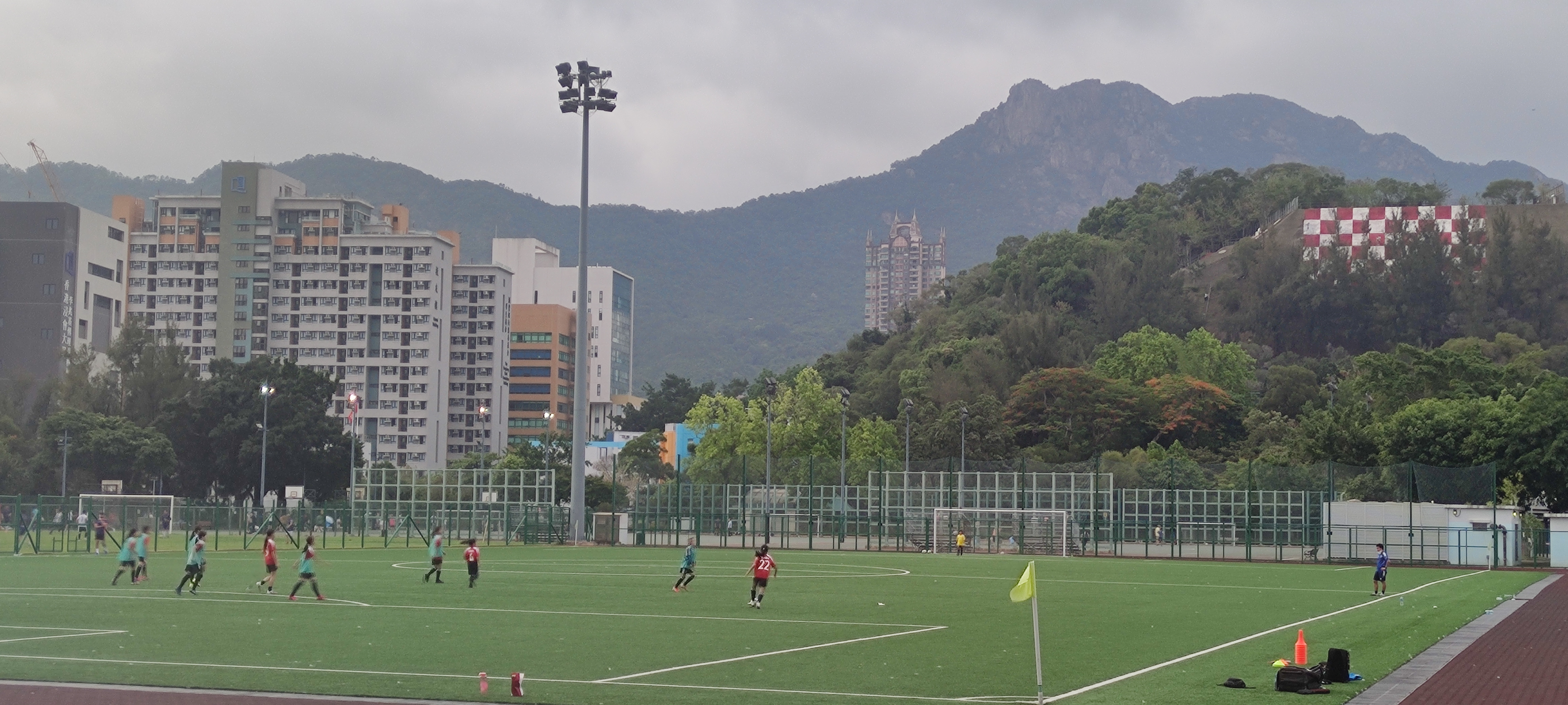
格仔山（チェッカーボード・ヒル）。啓徳空港閉港後は荒廃していたが、2021年に観光名所として再整備された。

啓徳空港は、滑走路13への着陸進入の際大きく機体を傾けつつ九龍仔公園上空近辺で機体を右旋回させ、ビル群すれすれの高さを飛行して着陸する「香港アプローチ（香港カーブ）」で有名だった。
なお啓徳空港は、アメリカの「ヒストリーチャンネル」の番組において、「世界で最も危険な空港」第6位に選ばれている。
滑走路13へ着陸する際は、一旦西側に迂回し現在の香港国際空港上空あたりで約180度右旋回の後、啓徳空港の西側から東に向かって進入した。この際本来なら空港の滑走路延長上から射出されている誘導電波 ILS に従って進入するが、啓徳空港では滑走路に対し48度オフセットで設定されて射出されている誘導電波 IGS に従い一旦進入し、空港から約5マイルに設定されたミドルマーカを通過後に大きく右旋回させ、地上に見える進入路指示灯の指示に従い滑走路へ進入する「香港アプローチ」と呼ばれる方式が多用された。
この香港アプローチは、最終進入へ旋回する直前にILS を解除し、飛行すべき場所の目安として空港とは関係のないビルの屋上などに取り付けられた進入路指示灯を頼りにするという、パイロットにとっては相当な技量が要求されるものだった。それゆえに「世界一着陸が難しい空港」と称されていた。
滑走路13への最終進入態勢である「香港カーブ」は機長の技量が問われ、香港を拠点としていたキャセイパシフィック航空の機長たちは、安全と乗り心地を考えた結果、IGSを早めにディスエンゲージし北側へわずかに進路を修正後、緩やかに右旋回をしバンク角も少なめにスムーズに着陸することを「秘伝の技」として編み出していた。
一方で慣れていない機長は、小刻みに変針して滑走路に降りる寸前まで機体の進路が定まらず、揺れが大きく乗り心地も悪くなりがちだった。また接地地点が遠くなり、着陸滑走する距離が短くなることもあった。さらに過密空港だったため、接地後航空管制官からすぐ誘導路へ待避指示が出ることが多かった。
それゆえ、着陸進入に失敗して着陸復行・タッチアンドゴーしたり、着陸過走して滑走路先の海に突っ込んだり、尻もち着陸をしたり、ジェットエンジンを滑走路に接触させたりするトラブルが閉港に至るまで数多く生じた。ただし幸いにも手前のビルや住宅へ突入した事故は皆無であった。
旋回直前までの進入路で最も高い障害物である空港北西部の小さな丘は、昼間障害標識として紅白の市松模様に塗られ、格仔山（チェッカーボード・ヒル）の名で地域のランドマークとして親しまれた。

## 主な事故

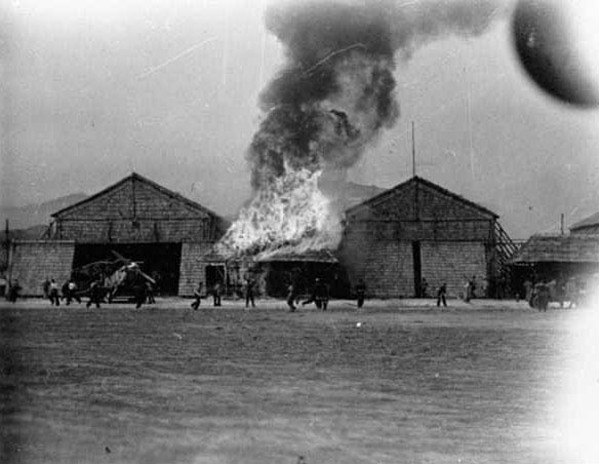
1931年に起きた格納庫の火災

香港アプローチ・カーブ、さらに退避エリアが狭いためもあり、滑走路をオーバーランして海中に突入したり、着陸時にしりもちを起こすなどの小さな事故は多かったものの、パイロットが緊張するためか、着陸に失敗し市街地に突っ込むような事故は皆無であった。
また当時は、着陸誘導灯と誤認しないために、香港内の全てのネオンサインは点滅させてはいけない決まりになっていた（着陸誘導灯は、空港とは無関係の一般のビルの屋上に設置されていた）。
- 1946年9月25日：香港発ベトナムのサイゴン（現ホーチミン市）行きのイギリス空軍ダグラスC-47輸送機が離陸後、九龍塘に墜落。19人死亡。
- 1951年3月11日：パシフィックオーバーシーズエアラインのダグラスC-54が離陸後、操作ミスで山に衝突。26人死亡。
- 1958年8月31日：沖縄発香港行きのアメリカ空軍のダグラスC-54輸送機が13/31滑走路と07/27滑走路の交差点で衝突事故を起こしたが、けが人はなし。残骸は07/27滑走路を塞いだため、空港側は翌日開放予定の13/31新滑走路を早めに開放した。
- 1965年8月24日：アメリカ陸軍のロッキードC-130輸送機が離陸直後、滑走路先の海中に突入。啓徳空港で起こった最悪の事故となる。59人死亡。
- 1967年6月30日：タイ国際航空のシュド・SE210 カラベル旅客機が着陸時にオーバーランし滑走路先の海中に突入。原因は台風下の悪天候での操作ミスだった。14人死亡、56人負傷。
- 1967年11月5日：キャセイ・パシフィック航空のコンベア880型機が離陸に失敗し、滑走路先の海中に突入。1人死亡、14人負傷。
- 1988年8月31日：中国民航の広州発香港行きトライデントTr-2Eが着陸時にオーバーランし滑走路先の海中に突入。乗員6名、乗客1名が死亡。
- 1993年11月4日：中華航空605便（台北発香港行きボーイング747-400型機）が着陸時にオーバーランし滑走路先の海中に突入。24人負傷。滑走路端に着水したために垂直尾翼が離着陸の障害になるため、着水数日後に垂直尾翼が爆破処理され取り除かれ、さらに機体が引き上げられた後は空港内の整備区域に暫くの間保管されていたが、ほぼ新品の機体で流用できる部品も多かったために後に解体された。なお同事故はボーイング747-400初の全損事故である。

## 本拠地としていた航空会社
- キャセイパシフィック航空
- 香港ドラゴン航空
- エア・ホンコン
- ホンコン・エアウェイズ

## 就航していた航空会社
- アエロフロート・ソビエト航空
→アエロフロート・ロシア航空
- エア・カナダ
- 中国国際航空
- エールフランス航空
- インド航空
- モーリシャス航空
- ニュージーランド航空
- ニューギニア航空
- 全日本空輸
- アリタリア航空
- アンセット・オーストラリア航空
- ブリティッシュ・アジア・エアウェイズ
- ブリティッシュ・エアウェイズ
- 英国海外航空
- 中国民航
- カナディアン航空
(カナダ太平洋航空)
- キャセイパシフィック航空
- 中華航空
- 中国東方航空
- 中国北方航空
- 中国西北航空
- 中国南方航空
- 中国南西航空
- コンチネンタル・ミクロネシア
- デルタ航空
- 香港ドラゴン航空
- エル・アル航空
- エミレーツ航空
- エバー航空
- グランド・エア（英語版）
- ガルーダ・インドネシア航空
- ガルフ・エア
- 香港航空(1947)（中国語版）
- インペリアル・エアウェイズ[注釈 1]
- 大日本航空
- 日本航空
- 日本アジア航空
- カンプチア航空（英語版）
- KLMオランダ航空
- 大韓航空
- ラウダ航空
- ルフトハンザドイツ航空
- マレーシア航空
- マレーシア・シンガポール航空（英語版）
- 華信航空
- マーティンエアー
- ナウル航空
- ノースウエスト航空
- パンアメリカン航空
- フィリピン航空
- パキスタン国際航空
- カンタス航空
- カタール航空
- ロイヤル・エア・カンボジア
- ロイヤルブルネイ航空
- ロイヤルネパール航空
- スカンジナビア航空
- 上海航空
- シンガポール航空
- 南アフリカ航空
- スイス航空
- トランスアエロ航空
- タイ国際航空
- ユナイテッド航空
- ヴァリグ・ブラジル航空
- ベトナム航空
- ヴァージン・アトランティック航空
- 廈門航空

## 就航路線

### 旅客便
| 航空会社                                                 | 就航地 |
| -------------------------------------------------------- | --- |
| アエロフロート・ソビエト航空 →アエロフロート・ロシア航空 | モスクワ/ドモジェドヴォ, モスクワ/シェメレーチェヴォ |
| エア・カナダ                                             | バンクーバー |
| 中国国際航空                                             | 北京/首都, 大連, 瀋陽, 太原, 天津 |
| エールフランス航空                                       | バンコク/ドンムアン, ムンバイ, マニラ, パリ/シャルル・ド・ゴール, パリ/オルリー, 台北/松山, 台北/桃園 |
| エールフランス・アジー                                   | 大阪/伊丹, パリ/シャルル・ド・ゴール, 台北/桃園 |
| エア・インディア                                         | バンコク/ドンムアン, デリー, 大阪/伊丹, 大阪/関西, 東京/羽田, 東京/成田 |
| モーリシャス航空                                         | モーリシャス |
| ニュージーランド航空                                     | オークランド |
| ニューギニア航空                                         | マニラ, ポートモレスビー |
| エア・サイアム                                           | バンコク/ドンムアン |
| エア・ベトナム                                           | ホーチミン・シティ |
| 全日本空輸                                               | 東京/成田 |
| アリタリア                                               | バンコク/ドンムアン, ローマ/フィウミチーノ, 東京/成田 |
| アンセット・オーストラリア航空                           | シドニー |
| アシアナ航空                                             | ソウル/金浦 |
| ビーマン・バングラデシュ航空                             | ダッカ |
| ブリティッシュ・エアウェイズ                             | アブダビ, バーレーン, バンコク/ドンムアン, ムンバイ, コロンボ, ロンドン/ヒースロー, マニラ, 東京/羽田, 東京/成田 |
| ブリティッシュ・アジア・エアウェイズ                     | ロンドン/ヒースロー, 台北/桃園 |
| ブリティッシュ・カレドニアン航空                         | ドバイ, ロンドン/ガトウィック |
| ブリティッシュ・オーバーシーズ・エアウェイズ             | バンコク/ドンムアン, ムンバイ, カルカッタ, ダーウィン, デリー, 岩国, カラチ, マニラ, 上海/虹橋, シンガポール/パヤ・レバー, 東京/羽田 |
| 中国民航                                                 | 北京/首都, 成都, 広州, 杭州/蕭山, 昆明, 上海/虹橋, 上海/江湾, 上海/龍華, 天津, 西安/咸陽, 西安/西関 |
| CNAC                                                     | 重慶-昆明/ラーショ-ヤンゴン, 成都/鳳凰山-楽山-瀘州-宜賓, 桂林 |
| カナディアン航空                                         | バンコク/ドンムアン, マニラ, バンクーバー |
| CPエア                                                   | 東京/羽田, バンクーバー |
| キャセイパシフィック航空                                 | アデレード, アムステルダム, アンカレッジ, オークランド, バーレーン, バンコク/ドンムアン, 北京/首都, ブリスベン, ケアンズ, セブ, デンパサール, フランクフルト, 福岡, ジャカルタ/ケマヨラン, ジャカルタ/スカルノハッタ, ヨハネスブルグ, クアラルンプール/スバン, ロンドン/ヒースロー, ロサンゼルス, マニラ, メルボルン, 名古屋/小牧, ニューヨーク/J・F・ケネディ, 大阪/伊丹, 大阪/関西, パリ/シャルル・ド・ゴール, パリ/オルリー, ペナン, パース, ポートモレスビー, ローマ/フィウミチーノ, 札幌/新千歳, ソウル/金浦, 上海/虹橋, シンガポール/チャンギ, シンガポール/パヤ・レバー, シドニー, 台北/松山, 台北/桃園, 東京/羽田, 東京/成田, バンクーバー, チューリッヒ |
| チャイナエアライン                                       | バンコク/ドンムアン, ジャカルタ/ケマヨラン, ジャカルタ/スカルノハッタ, 高雄, クアラルンプール/スバン, シンガポール/チャンギ, シンガポール/パヤ・レバー, 台北/松山, 台北/桃園 |
| 中国東方航空                                             | 福州/長楽, 福州/義序, 杭州/簫山, 寧波, 上海/虹橋 |
| 中国北方航空                                             | 長春, ハルビン, 三亜, 瀋陽 |
| 中国西北航空                                             | 西安/咸陽, 西安/西関 |
| 中国南方航空                                             | 北京/首都, 広州, 昆明, 掲陽, 汕頭, 廈門, 鄭州/新鄭 |
| 中国南西航空                                             | 成都, 重慶/白市, 重慶/江北 |
| コンチネンタル・ミクロネシア航空                         | グアム, サイパン |
| デルタ航空                                               | ロサンゼルス |
| ドラゴンエア                                             | 北京/首都, 長沙/黄花, 成都, 重慶/白市, 重慶/江北, 大連, シャージャラル国際空港, 桂林/両江, 桂林/旗峰, 海口, 杭州/蕭山, 広島, 高雄, コタキナバル, クチン, 昆明, 南京/大教場, 南京/禄口, 寧波, プノンペン, プーケット, 青島, 仙台, 上海/虹橋, 天津, 廈門, 西安/咸陽, 西安/西関 |
| エルアル航空                                             | タシュケント, テルアビブ |
| エミレーツ航空                                           | バンコク/ドンムアン, ドバイ, マニラ |
| 欧亜航空                                                 | 北京-鄭州, 武威-ウルムチ, 上海-蘭州, 上海-満州里 |
| エバー航空                                               | 台北/桃園 |
| グランド・エア                                           | マニラ, スービッグ・ベイ |
| ガルーダ・インドネシア航空                               | ジャカルタ/ケマヨラン, ジャカルタ/スカルノハッタ |
| ガルフエア                                               | アブダビ, バーレーン |
| インペリアル航空                                         | 湛江, ペナン |
| 大日本航空                                               | 広州, 台北/松山 |
| 日本航空 / 日本アジア航空                                | バンコク/ドンムアン, 福岡, 鹿児島, 高雄, 名古屋/小牧, 沖縄/那覇, 大阪/伊丹, 大阪/関西, シンガポール/チャンギ, パヤ・レバー, 台北/松山, 台北/桃園, 東京/羽田, 東京/成田 |
| カンプチア航空                                           | プノンペン |
| KLMオランダ航空                                          | アムステルダム |
| 大韓航空                                                 | 釜山, ソウル/金浦, 台北/桃園 |
| ラウダ航空                                               | バンコク/ドンムアン, ウィーン |
| ルフトハンザ・ドイツ航空                                 | バンコク/ドンムアン, フランクフルト, カラチ, 東京/成田 |
| マレーシア航空                                           | コタキナバル, クアラルンプール/スバン, ペナン, 台北/松山, 台北/桃園 |
| マレーシア・シンガポール航空                             | クアラルンプール/スンガイ・ベジ, クアラルンプール/スバン, シンガポール/カラン, シンガポール/パラ・レバー, シンガポール/セレター, 台北/松山 |
| マンダリン航空                                           | 台北/桃園 |
| マーティンエアー                                         | アムステルダム |
| ナウル航空                                               | ナウル |
| ノースウエスト航空                                       | ミネアポリス, シアトル/タコマ, ソウル/金浦, 東京/羽田, 東京/成田 |
| パンアメリカン航空                                       | バーレーン, バンコク/ドンムアン, ムンバイ, デンパサール, フランクフルト, イスタンブール/アタルテュルク, カラチ, ロンドン/ヒースロー, ロサンゼルス, デリー, ニューヨーク/J・F・ケネディ, サンフランシスコ, 上海/虹橋, シンガポール/チャンギ, シンガポール/パヤ・レバー, 東京/羽田, 東京/成田 |
| フィリピン航空                                           | セブ, マニラ |
| パキスタン国際航空                                       | カラチ |
| カンタス航空                                             | バンコク/ドンムアン,ブリスベン, マニラ, メルボルン,シドニー |
| カタール航空                                             | ドーハ |
| ロイヤル・エア・カンボジア                               | プノンペン |
| ロイヤル・ブルネイ航空                                   | バンダルスリブガワン |
| ロイヤル・ネパール航空                                   | カトマンズ |
| スカンジナビア航空                                       | コペンハーゲン |
| 上海航空                                                 | 上海/虹橋 |
| シンガポール航空                                         | バンコク/ドンムアン, ホノルル, サンフランシスコ, シンガポール/チャンギ, シンガポール/パヤ・レバー,台北/松山, 台北/桃園 |
| 南アフリカ航空                                           | バンコク/ドンムアン, ヨハネスブルグ |
| スイス航空                                               | バンコク/ドンムアン, ムンバイ, カラチ, マニラ, チューリッヒ |
| トランスアエロ航空                                       | モスクワ/ドモジェドヴォ, サンクトペテルブルク |
| タイ国際航空                                             | バンコク/ドンムアン, ソウル/金浦,台北/松山, 台北/桃園,東京/羽田, 東京/成田 |
| ユナイテッド航空                                         | バンコク/ドンムアン, シカゴ/オヘア, デリー, ロサンゼルス, サンフランシスコ, シアトル/タコマ, シンガポール/チャンギ, 東京/成田 |
| ヴァリグ・ブラジル航空                                   | リオ・デ・ジャネイロ, ヨハネスブルグ, バンコク/ドンムアン |
| ベトナム航空                                             | ハノイ, ホーチミンシティ |
| ヴァージン・アトランティック航空                         | ロンドン/ヒースロー |
| 廈門航空                                                 | 福州/長楽, 福州/義序, 泉州, 武夷山, 廈門 |

### 貨物便
- キャセイパシフィック・カーゴ
- エア・ホンコン
- 日本貨物航空
- ポーラーエアカーゴ
- フライング・タイガー・ライン
- カリッタエア
- シンガポール航空カーゴ
- ルフトハンザカーゴ
- アトラスエア
- 中国東方航空 (当時中国貨運航空設立前のため、自社便として就航していた。)
- 中国民航
→中国国際航空（中国国際貨運航空設立前に自社便として就航）
- カーゴルクス
- JALカーゴ
- タイ国際航空
- フェデックス・エクスプレス
- エバーグリーン航空
- ノースウエスト・カーゴ
- マレーシア航空カーゴ
- チャイナエアラインカーゴ
- UPS航空
- 大韓航空カーゴ
- アリタリア・カーゴ
- スカンジナビア航空カーゴ
- 英国海外航空
- コンチネンタル・ミクロネシア航空カーゴ(DHL便)
- エアフランスカーゴ
- KLMカーゴ
- ヘヴィリフト航空
- エア・インディアカーゴ
- パキスタン国際航空カーゴ
- エア・カナダカーゴ
- ジャーマンカーゴ
- ワールドエアウェイズ
- ブリティッシュ・エアウェイズカーゴ(ブリティッシュ・エアウェイズ・ワールドカーゴ以前に就航)

他